# Норт-Сентер Тауншип (округ Колумбія, Пенсільванія)
Норт-Сентер Тауншип (англ. North Centre Township) — селище (англ. township) в США, в окрузі Колумбія штату Пенсільванія. Населення — 2105 осіб (2010).

## Демографія
Згідно з переписом 2010 року, у селищі мешкало 2105 осіб у 795 домогосподарствах у складі 606 родин. Було 821 помешкання
Расовий склад населення:
| - 97,7 % — білих - 1,0 % — чорних або афроамериканців - 0,2 % — азіатів - 0,1 % — корінних американців |

До двох чи більше рас належало 1,0 %. Частка іспаномовних становила 0,9 % від усіх жителів.
За віковим діапазоном населення розподілялося таким чином: 21,2 % — особи молодші 18 років, 62,4 % — особи у віці 18—64 років, 16,4 % — особи у віці 65 років та старші. Медіана віку мешканця становила 45,5 року. На 100 осіб жіночої статі у селищі припадало 92,6 чоловіків;  на 100 жінок у віці від 18 років та старших — 89,9 чоловіків також старших 18 років.
Середній дохід на одне домашнє господарство  становив 70 578 доларів США (медіана — 55 938), а середній дохід на одну сім'ю — 83 068 доларів (медіана — 67 039). Медіана доходів становила 49 318 доларів для чоловіків та 31 506 доларів для жінок. За межею бідності перебувало 3,3 % осіб, у тому числі 1,4 % дітей у віці до 18 років та 8,2 % осіб у віці 65 років та старших.
Цивільне працевлаштоване населення становило 1207 осіб. Основні галузі зайнятості: освіта, охорона здоров'я та соціальна допомога — 28,8 %, виробництво — 16,9 %, роздрібна торгівля — 13,0 %, транспорт — 9,5 %.